# 에바 손포르제
에바 손포르제(프랑스어: Eva Son-Forget, 1983년 4월 15일 ~ )는 프랑스의 정치인이다.

## 생애
대한민국 서울특별시에서 김재덕(金在德)이라는 이름으로 태어나 어릴 때 프랑스로 입양되어 랑그르에서 자랐다. 신경과학과 영상의학을 공부하고 사회당에서 역직을 맡다가 2014년 탈당하고 2017년 대선에서 전진!에 가입하여 에마뉘엘 마크롱 후보를 지지하였다. 2017년 프랑스 총선에서 재외 프랑스인 제6선거구(스위스·리히텐슈타인 관할) 국회의원으로 당선되었으나, 2018년에 노란 조끼 운동과 관련된 SNS상에서의 발언이 논란을 빚어 앙 마르슈에서 탈당하여 무소속으로 있다.
이혼 후인 2014년 한국계 부인과 재혼하였고 이때 후처의 성인 손(Son)을 이름에 붙여쓰기 시작했다. 코소보 문제에 유독 관심을 보여 관련 활동에 활발히 참여하고 있으며 2018년에는 하심 타치 코소보 대통령에게서 명예국적을 수여받기도 했다.
2021년부터 에릭 제무르와 그의 정당인 재정복(Reconquête)에 대한 지지를 표명하여 주목받았다. 2022년 프랑스 총선에서 자신의 지역구에 무소속으로 출마하였으나 1차 투표에서 낙선하며 의원직을 잃었다.

## 사생활
2024년, 남성으로 태어난 손포르제는 자신의 성 정체성에 대해 성찰하였다. 2024년 11월, 손포르제는 트랜스여성으로 공개적으로 커밍아웃했으며 제네바주에서 법적으로 이름을 이전의 조아킴 손포르제(프랑스어: Joachim Son-Forget)에서 현재의 이름으로 변경하였고 법적 성별도 남성에서 여성으로 변경되었다.